# Mormecia
Mormecia là một chi bướm đêm thuộc họ Erebidae.